# 2024年10月逝世人物列表
2024年逝世人物列表：1月 - 2月 - 3月 - 4月 - 5月 - 6月 - 7月 - 8月 - 9月 - 10月 - 11月 - 12月
2024年10月逝世人物列表，是用于汇总2024年10月期间逝世人物的列表。

## 依日期排序

### 31日
- 马特·皮考克（英语：Matt Peacock），72岁，澳大利亚记者、作家。[1]
- 吳忠達，44歲，台灣前陸軍特戰部隊官兵，在烏克蘭戰爭中陣亡。[2]
- 邓德勇，69岁，中国德云社相声演员。[3]
- 黃鎮岳，91歲，台灣政治人物，曾任總統府國策顧問、監察院監察委員、臺灣省議會副議長、省議員，雲林縣議員。[4]

### 30日
- 曹惠貞（韓語：조혜정），71歲，韓國排球運動員。[5]

### 29日
- 顾国宁，46岁，中国中央电视台前主持人。[6]
- 龍樂德，87歲，台灣醫生，台東小兒科之父。[7]

### 28日
- 通契·加布里奇，62歲，克羅埃西亞男子足球運動員，場上位置是守門員。[8]
- 傑羅德·穆斯塔夫（英語：Jerrod Mustaf），55歲，美國NBA聯盟前職業籃球運動員。[9]
- 賈姆希德·沙爾馬赫德（波斯語：جمشید شارمهد），69歲，伊朗裔德國記者和軟體工程師。因間諜罪罪成被伊朗判處絞刑。[10]
- 趙富林，92歲，中國政治人物，曾任广西壮族自治区党委书记。[11]
- 楳圖一雄（日語：楳図 かずお），88歲，日本漫畫家。胃癌。[12]
- 朱鳳崗，78歲，台灣電視及電影導演、製片、影評人。[13]

### 27日
- 费明，70岁，编剧，代表作《家有儿女》。[14]
- 李麗麗，74歲，香港演員，肺癌。[15]
- 石英，81歲，本名林忠平，台灣演員。[16]

### 26日
- 王亭之，89歲，香港佛學家、專欄作家，風水術數家。[17]
- 沈政瑩，82歲，台灣藝術家，日月潭「九蛙疊像」原型創作者。[18]
- 陈世年，91岁，中国国际宇航科学院院士、航天科工四院十七所原所长。[19]
- 飯塚幸三，93歲，日本通商產業省前官僚，池袋暴走事件犯人。衰老。[20]

### 25日
- 金守美 （韓語：김수미），75歲，韓國演員。[21]
- 王慶豐，91歲，台灣政治人物，前花蓮縣長、總統府國策顧問。[22]
- 菲爾·萊什（英語：Phil Lesh），84歲，美國音樂家，搖滾樂團感恩至死創始成員，在樂團存在的30年間擔任其貝斯手。[23]

### 24日
- 薛保勤，69岁，中国記者，作家，詩人，陕西省记协主席。[24]
- 宋立功，71歲，香港學者、時事評論員，邁臻研究所總監。血癌。[25]
- 雅德維加·巴蘭斯卡（波蘭語：Jadwiga Barańska），89歲，波蘭女演員，1976年柏林國際電影節最佳女演員銀熊獎得主。[26]

### 23日
- 哈馬·阿馬杜（法語：Hama Amadou），74歲，尼日尔政治人物，曾兩次擔任尼日尔总理。[27]
- 利昂·库珀（英語：Leon N. Cooper），94歲，美國物理學家，BCS理论共同提出者，1972年諾貝爾物理學獎得主。[28]
- 王正富，77歲，台灣壘球教練。[29]

### 22日
- 謝志華，64歲，香港演員兼製片人。心肌梗塞。[30]
- 孫明揚，80歲，香港政府官員，憲制事務司（1989年—1991年）、政務司（1991年—1997年）、民政事務局局長（1997年）、政制事務局局長（1997年—2002年）、房屋規劃地政局局長（2002年—2007年）、教育局局長（2007年—2012年）。[31][32]
- 旭國斗雄（日語：旭國斗雄），77歲，前日本相撲運動員。[33]
- 費南多·瓦倫祖拉（西班牙語：Fernando Valenzuela Anguamea），63歲，墨西哥棒球運動員，曾效力於美國職棒洛杉磯道奇等隊。[34]
- 古斯塔沃·古鐵雷斯（西班牙語：Gustavo Gutiérrez Merino），96歲，秘魯神學家，道明會教士，《解放神學》作者與解放神學代表人物。[35]
- 安內莉·埃爾哈特（德語：Annelie Ehrhardt），74歲，德國田徑運動員，1972年夏季奥运会女子100米跨栏金牌得主。[36]
- 馬辛春，99歲，中國人民解放軍副大軍區職離休幹部、原濟南軍區副司令員兼海軍北海艦隊司令員。[37][38]
- 伊莉莎白·弗朗西斯（英語：Elizabeth Francis），115歲89天，美國超級人瑞，2024年美國在世最年長者。[39]
- 茱莉亞·霍金斯（英语：Julia Hawkins），108歲255天，美國人瑞，全美國最高齡運動員。[40]
- 查爾斯·布朗特（英語：Charles Brandt），82歲，美國調查員、作家，著有《我聽說你漆房子》。[41]
- 貝恩德·鮑赫施皮斯（德語：Bernd Bauchspieß），85歲，德國男子足球運動員，司職前鋒。[42]

### 21日
- 聶華苓，99歲，美籍華裔女作家，曾任台灣《自由中國》半月刊雜誌編輯委員，代表作品《桑青與桃紅》。[43]
- 保罗·迪安诺（英语：Paul Di'Anno），66岁，英国歌手，铁娘子乐队前主唱。[44]
- 希爾扎提·巴吾東（維吾爾語：شىرزات باۋۇدۇن‎），58歲，中國維吾爾族政治人物，新疆司法廳原廳長。[45]
- 勝俁恆久，84歲，日本企業家，東京電力前社長及前會長。[46]

### 20日
- 法圖拉·居連（土耳其語：Fethullah Gülen），83歲，土耳其穆斯林學者、傳教士，居连运动精神领袖。[47]
- 董枝明，87歲，中國古生物學家。[48]
- 王秋森，87歲，國立台灣大學教授，台灣獨立運動參與者。[49]

### 19日
- 楊振懷，96歲，中國政治人物，曾任水利部部長（1988年—1993年）。[50]
- 金塞爾（John Kinsel Sr.），107歲，美國二戰老兵，「納瓦荷密碼通訊兵」。[51]

### 18日
- 朱岩石，62岁，中国考古学家。[52]
- 严立淼，56岁，中国商人，亿联控股集团创始人、董事长。[53]

### 17日
- 西田敏行（日語：西田 敏行），76歲，日本演員、歌手、藝人、主持人。[54]
- 安德魯·沙利（波蘭語：Andrew Schally），97歲，波蘭內分泌學家，1977年諾貝爾生理學或醫學獎得主。[55]
- 黃崇銳，93歲，馬來西亞吉蘭丹教師、地方史工作者，林連玉精神獎得主。[56]
- 陳朝洋，82歲，台灣漳派大木作匠師，彬司匠派大木作技術保存者。[57]
- 簡宗梧，84歲，台灣辞赋研究专家。[58]
- 鄭澤根，86歲，中國政治人物，曾任中國民主同盟中央委員會常務委員，全國政協委員。[59]
- 高階秀爾，92歲，日本西方美術史研究學者，東京大學名譽教授。心臟衰竭。[60]

### 16日
- 叶海亚·辛瓦尔（阿拉伯語：يحيى السنوار），61歲，巴勒斯坦武裝組織哈馬斯政治領袖。战死。[61]
- ，31歲，英國男歌手、詞曲作家，男子團體1世代成員。墜樓身亡。[62]
- 李來發，68歲，台灣職業棒球運動員、教練。肝癌。[63]
- 郑梦熊，91歲，中国政治人物，曾任人民日报社副总编辑、中国记协党组书记[64]

### 15日
- 拿督邱慶洲，72歲，馬來西亞政治人物，前馬來西亞沙巴州路陽馬華公會州議員。曾是民主行動黨亞庇國會議員和中央委員 。[65]
- 施朝養，93歲，台灣傳統藝術家，彰化縣車鼓陣傳承人。[66]
- 詹宏達，67歲，台灣作曲家。[67]
- 張智皓，60歲，台灣電視製作人。[68]
- 安東尼奧·斯卡爾梅達（英语：Antonio Skármeta），83歲，克羅埃西亞裔智利作家、編劇、導演[69]。
- 艾倫·愛默生（英語：Ernest Allen Emerson），70歲，美國電腦科學家，2007年图灵奖得主。[70]
- 丁伟志，93歲，曾任中国社会科学院副院长、党组成员，荣誉学部委员[71]

### 14日
- 赵恩广，84岁，中国核物理专家。吉林大学物理学院教授。[72]
- 高金华，86岁，中国政治人物，武汉市新闻工作者协会原副会长。[73]
- 倪谷音，90歲，中國教育家，曾任上海市第一師範學校附屬小學校長，全國人大代表、常委會委員。[74]
- 菲利普·津巴多（英語：Philip George Zimbardo），91歲，美國心理學家，曾主持斯坦福监狱实验[75]。
- 王萬青，79歲，中國醫生，甘肅省瑪曲縣人民醫院原外科主任，曾獲白求恩獎章及中國醫師獎，中共十八大代表。[76]

### 13日
- 亞歷山大·斯摩棱斯基（俄語：Александр Смоленский），70歲，俄羅斯銀行家，七大银行寡头之一。[77]
- 王文海，68岁，中国政治人物，曾任河南省司法厅厅长。[78]

### 12日
- ，69歲，英國蘇格蘭民族黨政治人物，蘇格蘭首席部長（2007年—2014年）。[79]
- 巴巴·西迪克（英语：Baba Siddique），66岁，印度政治人物。槍殺。[80]
- 莉莉·萊德貝特（英语：Lilly Ledbetter），86岁，美國同工同酬運動鬥士。呼吸衰竭。[81]
- 趙朝琴，72歲，台灣政治人物，前台中區漁會理事長、全國漁會理事、前台中縣議員。[82]

### 11日
- 張友驊，69歲，台灣媒體人、作家，意外摔伤后不治。[83]
- 瘂弦，92歲，本名王慶麟，台灣詩人，曾長期任職聯合報副刊及幼獅文藝主編。[84]
- 沃德·克莉史汀森（英語：Ward Christensen），78歲，美國程式設計師，BBS-CBBS公告板的創始人之一。[85]

### 10日
- 陳先達，93歲，中國马克思主义哲学家，曾任中国人民大学哲学系主任、教授。[86]
- 郑俭璧，98岁，中国护理学专家、中山医院终身荣誉教授。[87]
- 埃塞尔·肯尼迪（英語：Ethel Kennedy），96歲，美國人权倡导者，前司法部长罗伯特·肯尼迪之妻。[88]

### 9日
- 拉坦·塔塔（英語：Ratan Naval Tata），86歲，印度企業家、前塔塔集團董事長。[89]
- 李瑋玲，69歲，新加坡神經科醫生，前新加坡國立神經科學研究所院長及顧問，新加坡建國總理李光耀女兒。[90]
- 馬永偉，82歲，中國金融家，政協第十屆全國委員會常務委員，中國保監會主席（1998年—2002年）。[91]
- 喬治·鮑多克（希臘語：Τζορτζ Μπάλντοκ），31歲，希臘足球運動員。[92]
- 迪特爾·布爾登斯基（德語：Dieter Burdenski），73歲，德國足球運動員。[93]
- 萊夫·賽格斯坦（瑞典語：Leif Segerstam），80歲，芬蘭指揮家及作曲家。[94]
- 葉吳美琪，81歲，加拿大政治人物和華裔社區領袖，溫哥華市議會議員（1993年—1996年），中僑互助會創會主席[95]。

### 8日
- 吴邦国，83歲，中國政治人物，曾任中国共产党第十四届中央政治局委员、中央书记处书记，第十五届中央政治局委员，第十六届、十七届中央政治局常委，国务院副总理，第十届、十一届全国人民代表大会常务委员会委员长。[96]
- 路易斯·提安特（西班牙語：Luis Tiant），83歲，古巴職業棒球選手。[97]
- 陳兩傳，86歲，台灣企業家，幸福水泥創辦人兼董事長。[98]
- 陳世志，70歲，台灣法務人員，高雄典獄長。[99]

### 7日
- 佐敏貌，72歲，緬甸政治人物，前任曼德勒省省長。白血病。[100]
- 汪建民，56歲，台灣藝人。肺腺癌。[101]
- 付林，78岁，本名王付林，中国作曲、作词家，知名作品《小螺号》。[102]

### 6日
- 林清如，87歲，新加坡反殖民運動、學運、工運領袖、政治犯。林清祥之弟。[103]
- 基皮耶貢·貝特（英语：Kipyegon Bett），26歲，肯亞田徑選手，2017年世界田徑錦標賽男子800公尺銅牌得主。[104]
- 約翰·內斯肯斯（荷蘭語：Johan Neeskens），73歲，荷蘭足球運動員。[105]
- 李金土，90歲，台灣股市名人，外號阿土伯。[106]
- 林勤綱，71歲，台灣司法界人士，曾任律師、檢察官、法院法官、庭長等職[107][108]。
- 性定法师，47歲，俗名張家勳，畢業於雲林虎尾科技大學，新竹鳳山寺僧人。

### 5日
- 羅伯特·庫佛（英語：Robert Coover），92歲，美國作家，布朗大學文藝系榮譽教授。[109]
- 伊爾達·達丁（英语：Ildar Dadin），42歲，俄羅斯异见人士，參與反普京準軍事組織「西伯利亞志願營」战死于乌克兰哈爾科夫州[110]。
- 巴德爾多扎·喬杜里（英语：A. Q. M. Badruddoza Chowdhury），93歲，孟加拉国政治人物，前总统（2001年－2002年）[111]。
- 三上大樹，38歲，日本朝日電視台體育節目主播。[112]
- 布魯斯·艾姆斯（英語：Bruce Ames），95歲，美國生物化學學家，加州大學生物化學與分子生物學系教授。[113]

### 4日
- 葉銘漢，99歲，中國實驗高能物理學者，中国工程院院士，中国科学院高能物理研究所所長（1984年—1988年）。[114]
- 維利·吉澤曼（德語：Willi Giesemann），87岁，德國男子足球運動員，場上位置是後衛。[115]
- 服部幸應，78歲，日本知名料理專家，服部營養專門學校創辦人兼校長。腦出血。[116]

### 3日
- 哈希姆·萨菲丁（阿拉伯語：هاشم صفي الدين），59或60岁，黎巴嫩政治人物，真主党执行委员会首脑。空袭身亡。[117]
- 李茂豐，67歲，台灣政治人物，國民黨籍宜蘭縣縣議員。[118]
- 方梅，91岁，中华人民共和国政治人物，中共革命烈士方志敏之女。[119]
- 李輔仁，105歲，中华人民共和国中醫學家，曾任北京醫院中醫部主任、中央保建委員會成員，全國政協委員。[120]
- 張余亭，77歲，中國人民解放軍副戰區職退休幹部、原第二炮兵副司令員。[121]

### 2日
- 張世賢，72歲，台灣政治人物，無黨籍台南市市議員。[122]
- 奧勒·菲利普森（丹麥語：Ole Philipson），92歲，丹麥外交官，國際展覽局前主席（1994年—2000年）。[123][124]
- 許炏立，74歲，台灣黑道人物，彰化縣議員許雅琳父親。[125]
- 呂迪格·亨寧，80歲，德國男子賽艇運動員。[126]

### 1日
- 黄美尧，90歲，中国国画陶瓷艺术家、美术家、教育家，原景德镇陶瓷大学教授、广东省陶瓷职业技术学校教授。[127]
- 田昭武，97歲，中國物理化學家，曾任廈門大學校長，中國科學院院士，被譽為「中國現代電化學的奠基人」。[128]
- 柳斌，87岁，中國教育家及政治人物，曾任原国家教育委员会副主任、党组副书记。[129]
- 山下敏成，年齡不詳，日本動畫師、人物設計師。[130]
- 雷因旭，95歲，新加坡資深社區人士，新加坡獅子會創辦人。[131]

## 日期不详
- 彭陳亮，29歲，中華人民共和國籍烏克蘭領土防衛國際軍團軍人和俄烏戰爭親烏克蘭志願兵，戰死[132]。